# 생의 애욕
《생의 애욕》(영어: Something to Live For)은 1952년 미국의 드라마 영화로, 조지 스티븐스 감독의 연출작이며 조앤 폰테인, 레이 밀랜드, 테리사 라이트가 출연한다. 알코올 중독과 익명의 알코올 중독자들을 소재로 다루고 있다.

## 출연진
- 조앤 폰테인 - 제니 케리
- 레이 밀랜드 - 앨런 밀러
- 테리사 라이트 - 에드나 밀러
- 리처드 더 - 토니 콜린스
- 더글러스 딕 - 제빵사